# Midjourney
Midjourney – usługa oparta na generatywnej sztucznej inteligencji stworzona i hostowana przez laboratorium badawcze Midjourney Inc. z siedzibą w San Francisco. Midjourney generuje obrazy na podstawie opisów w języku naturalnym, zwanych podpowiedziami (promptami), podobnie jak DALL-E firmy OpenAI i Stable Diffusion.
W 2024 narzędzie znajdowało się w fazie otwartej wersji beta, do której weszło 12 lipca 2022. Użytkownicy tworzą dzieła w Midjourney, korzystając z bota na Discordzie lub oficjalnej strony internetowej.

## Zastosowania
Obraz z Midjourney zatytułowany Théâtre D'opéra Spatial zdobył pierwsze miejsce w konkursie sztuki cyfrowej na Colorado State Fair w 2022 r. Autor Jason Allen napisał podpowiedź (prompt) w Midjourney, na podstawie której wygenerował obraz, następnie wydrukował wynik na płótnie i zgłosił go do konkursu, jako imię i nazwisko podając Jason M. Allen via Midjourney.

## Spory sądowe
13 stycznia 2023 trzy artystki, Sarah Andersen, Kelly McKernan i Karla Ortiz, wniosły pozew o naruszenie praw autorskich przeciwko Stability AI, Midjourney i DeviantArt, twierdząc, że firmy te naruszyły prawa milionów artystów, trenując narzędzia AI na pięciu miliardach obrazów pobranych z sieci bez zgody oryginalnych artystów. Pozew został oddalony, jednak w listopadzie 2023 został złożony kolejny pozew.